# Henri De Beul
Pour les articles homonymes, voir De Beul.
Henri De Beul, né à Termonde le 25 octobre 1845 et mort à Schaerbeek le 30 août 1900, est un peintre belge. 
Son champ pictural, oscillant entre le réalisme et une certaine poésie, couvre essentiellement les représentations animalières dans des paysages flamands ou brabançons.

## Biographie

### Entourage familial
Henri (Jean Henri ou Joannes Henricus) De Beul, né à Termonde le 25 octobre 1845, est le troisième des dix enfants d'Édouard Conrad De Beul (1815-1871), fileur de coton et marchand de tableaux, et de Florentine Jeanne Goethals (1821-1900), tous deux natifs de Termonde, où ils se sont mariés le 28 mars 1840. Henri De Beul a deux frères artistes peintres : Laurent De Beul (1841-1872) et Frans De Beul (1849-1919). 
Henri De Beul épouse, à Saint-Josse-ten-Noode le 23 août 1870, Adèle Steens (1848-1918), tailleuse native de Malines, dont il a deux fils : François (1870-1879) et Léopold (1874-1911).

### Formation
Henri De Beul étudie à l'Académie de Termonde, puis à l'Académie royale des beaux-arts de Bruxelles. Il est également l'un des élèves de son frère aîné Laurent De Beul.

### Carrière
Henri De Beul expose en France (Lille, Nice, où il obtient une médaille d'or) et au Salon de Bruxelles (1881, 1887).
Henri De Beul meurt, à l'âge de 54 ans, le 30 août 1900, en son domicile, rue Eugène Verboeckhoven no 79, à Schaerbeek.

## Œuvres

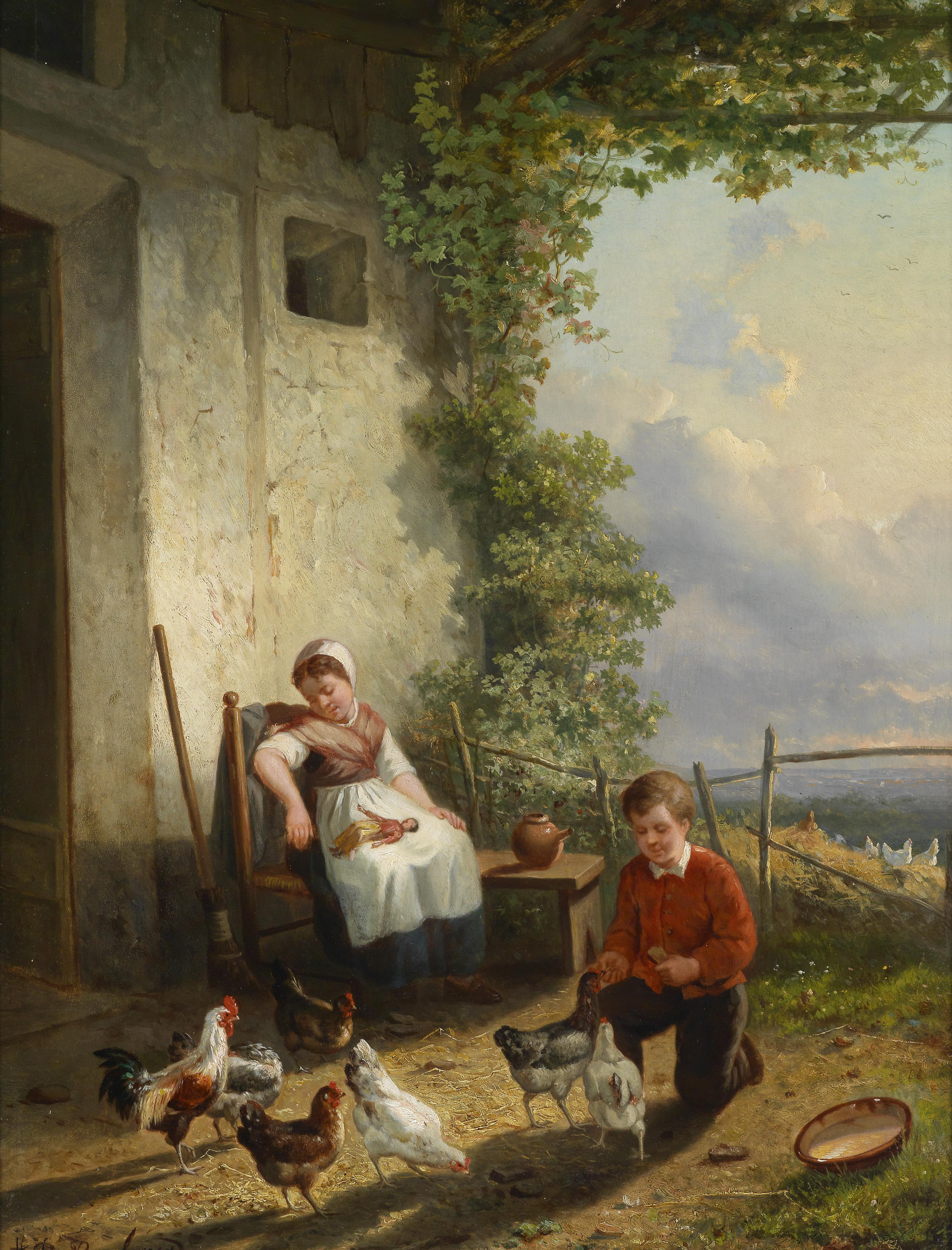
Idylle à la campagne (1867).

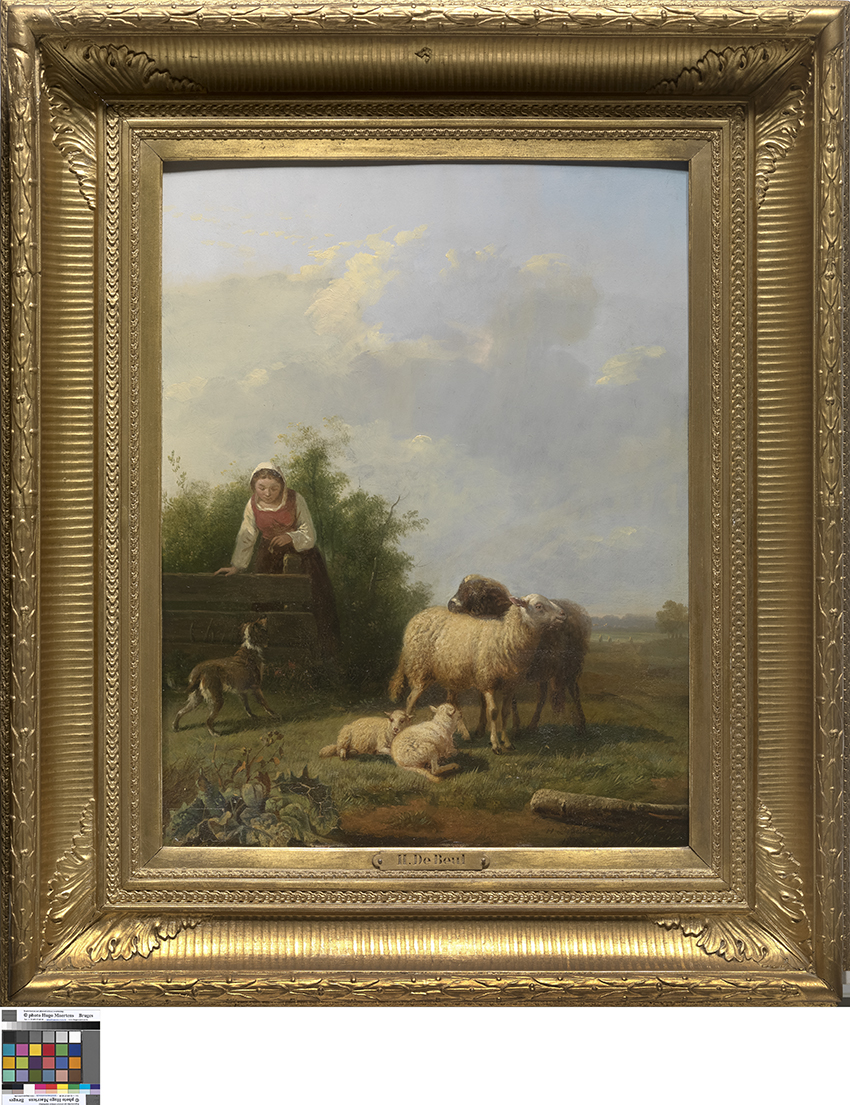
Paysage avec des moutons, conservé au musée Groeninge.

### Caractéristiques
Son champ pictural, oscillant entre le réalisme et une certaine poésie, couvre essentiellement des représentations animalières dans des paysages flamands ou brabançons. Il peint à la manière de Franz Courtens, chef de file de l'École de Termonde, mouvement pleinairiste auquel il s'apparente.

### Expositions
- Salon des beaux-arts de Lille de 1866 : Une basse cour[4].
- Exposition de la Société des amis des arts de Bordeaux de 1868 : Enfants et Poules[7].
- Salon de Bruxelles de 1872 : Le Matin[8].
- Salon d'Anvers de 1873 : Troupeau de moutons[9].
- Salon de Gand (XXXe) de 1873 : Le Troupeau[10].
- Salon de Bruxelles de 1881 : Coin du sentier des Forgerons à Schaerbeek-lez-Bruxelles[11].
- Exposition internationale de Nice en 1883-1884 : médaille d'or[12].
- Exposition des beaux-arts d'Anvers en 1885 : Le Troupeau de Bondael[12].
- Salon de Bruxelles de 1887 : Troupeau de moutons à la lisière du bois[13].
- Salon d'Anvers de 1888 : Arrivée d'un troupeau de moutons au plateau de Keokelberg en août et Troupeau de moutons dans un chemin à Woluwe-Saint-Pierre en avril[14].
- Salon de Gand (XXXIVe) de 1889 : Le Printemps[15].
- Salon d'Anvers de 1891 : Moutons sur la berge de la Senne en septembre à Haeren[16].

### Œuvres connues
Le catalogue de vente de la collection de tableaux du défunt E.S. Slaes-Cockx, à Bruxelles en 1868, mentionne plusieurs œuvres d'Henri De Beul :
- Poules, canards et paon ;
- Enfants et poules près d'une ferme ;
- Entrée d'un poulailler, extérieur ;
- Coqs et poules, basse-cour ;
- Poules près d'une ferme ;
- Poules près d'une ferme, hiver ;
- Canards près d'une ferme, hiver.

Le catalogue de vente de la collection de tableaux du défunt Corneille De Badts, antiquaire à Bruxelles en 1871 mentionne également plusieurs œuvres d'Henri De Beul :
- Intérieur d'une étable (1866) ;
- Batteurs au repos et poules dans une grange (1866) ;
- Jeune fille assise dans une basse-cour (1868) ;
- Le Fruit défendu.